# Johann Andreas Stein (Orgelbauer, 1752)

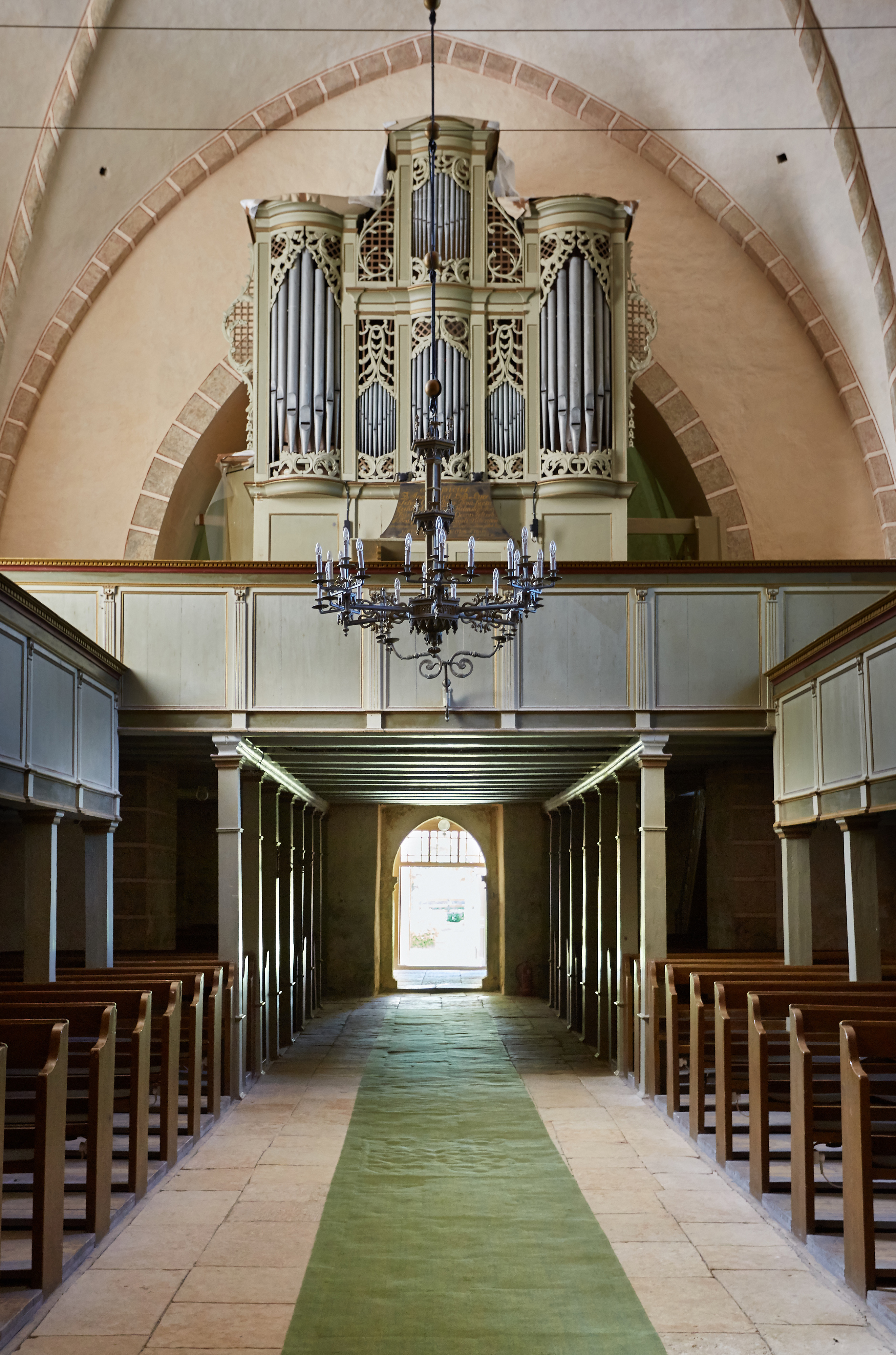
Orgel in Kielkonna, älteste erhaltene Orgel in Estland

Johann Andreas Stein (* 1752 in Heidelsheim, Kurpfalz; † 1821) war ein deutscher Orgelbauer im Baltikum.

## Leben
Johann Andreas Stein stammte aus einer badischen Orgelbauerfamilie, der Bruder Georg Marcus Stein (1738–1794) wurde später Orgelbauer in Durlach. Johann Andreas Stein ging etwa Mitte der 1770er Jahre nach Riga zu Heinrich Andreas Contius, mit dem er mehrere Orgeln gemeinsam baute. Seit 1780 hatten beide ihre Werkstatt in Wolmar (heute Valmiera, Lettland), seit etwa 1786 arbeitete Stein dort allein. Um 1800 siedelte er nach Pernau (heute Pärnu, Estland) um.

## Orgeln (Auswahl)
Johann Andreas Stein baute Orgeln im damaligen russischen Gouvernement Livland, heute in Lettland und Estland. Erhalten sind die Instrumente in Kihelkonna, als die älteste bestehende Orgel in Estland, und in Käsmu (vorher in Reval, St. Michael), sowie Teile der großen Orgel in Liepāja (Libau), an der er mitgewirkt hatte.
| Jahr     | Ort                                       | Gebäude                        | Bild | Manuale | Register | Bemerkungen |
| -------- | ----------------------------------------- | ------------------------------ | ---- | ------- | -------- | --- |
| bis 1779 | Libau, heute Liepāja, Lettland            | Dreifaltigkeitskirche          |      | II/P    | 38       | bei Heinrich Andreas Contius, danach wurde die Orgel mehrfach erweitert, zur größten mechanisch traktierten Orgel der Welt → Orgel |
| 1780     | Wolmar, heute Valmiera, Lettland          | Kirche St. Simonis             |      |         |          | mit Heinrich Andreas Contius, wahrscheinlich nicht erhalten                                                                        |
| 1783     | Riga, heute Lettland                      | Reformierte Kirche             |      | II/P    | 14       | mit Heinrich Andreas Contius, nicht erhalten                                                                                       |
| 1786     | Wenden, heute Cēsis, Lettland             | St. Johannkirche               |      |         |          | wahrscheinlich nicht erhalten |
| 1787     | Wohlfahrt, heute Ēvele, Lettland          | Kirche                         |      |         |          | allein |
| 1804     | Groß Johannes, heute Suure-Jaani, Estland | Kirche                         |      |         |          | nicht erhalten |
| 1805     | Kielkond, heute Kihelkonna, Estland       | Kirche St. Michael             |      | I/P     | 12       | in Rokokoprospekt, älteste erhaltene Orgel in Estland, 2007 restauriert durch Alexander Eckert                                     |
| 1806     | Nüggen, heute Nõo                         | Kirche                         |      |         |          | nicht erhalten |
| 1812     | Reval, heute Tallinn                      | Nikolaikirche                  |      | II/P    | 28       | nicht erhalten |
| 1813/14  | Reval, heute Tallinn                      | Schwedische Kirche St. Michael |      |         |          | mit Pfeifen und Laden aus dem 17. Jahrhundert, 1895 umgesetzt nach Käsmu, heute II/P, 18, restauriert                              |